# Harold B. Lee
Harold Bingham Lee (Clifton, Idaho, 28 de Março de 1899 — Salt Lake City, Utah, 26 de Dezembro de 1973) foi um religioso estadunidense, décimo primeiro presidente de A Igreja de Jesus Cristo dos Santos dos Últimos Dias.